# Крістіан Данієль Раух
Крістіан Даніель Раух (нім. Christian Daniel Rauch, 2 січня 1777, Арользен — 3 грудня 1857, Дрезден) — німецький скульптор періоду класицизму.

## Біографія
Раух народився в небагатій родині, його батьки не мали коштів на навчання сина у відомих майстрів. Його батько, Георг, служив солдатом, потім влаштувався камердинером до герцога Вальдекського. Раух навчався спочатку у вальдекського скульптора Фрідріха Валентина, потім у Йоганна Крістіана Руля в Касселі.
У 1797 році приїхав до Берліна, вступив в камердинери до прусського короля Фрідріха Вільгельма II і після його смерті залишився на цій посаді при Фрідріху Вільгельму III, який, як і його дружина, королева Луїза, не тільки не перешкоджав художнім заняттям молодого скульптора, але і всіляко сприяв їм. 
У 1803 році виконав бюст королеви Луїзи. Для відтворення його з мармуру його відправили вчитися в Рим, де Раух зблизився з багатьма видатними художниками, в тому числі з Торвальдсеном і Кановою.
У 1811 році був викликаний назад до Берліна для участі в конкурсі на надгробний пам'ятник щойно померлої королеви Луїзи. Представлений ним ескіз цього пам'ятника був визнаний кращим з усіх проєктів і в 1812 році Раух удруге відправився в Італію, щоб зайнятися виконанням пам'ятника з мармуру. Пам'ятник встановлено в 1814 році в побудованому для нього доричному мавзолеї в Шарлоттенбурзі. 
У 1815-1822 роках на замовлення короля Раух виконав мармурові статуї генералів Шарнгорста і Бюлова, вони були розпочаті в Каррарі, де Раух також виконав статую російського імператора Олександра I.
До 1824 року ним виконано, крім статуй, близько 70 портретних бюстів, в тому числі бюсти великого князя Миколи Павловича, його дружини Олександри Федорівни, Гете. 
На замовлення Миколи I в 1839 році він створив мармурову статую «Данаїди», яка була подарована імператриці.
У 1843 році імператор Микола I подарував королю Пруссії Фрідріху Вільгельму IV дві бронзові групи «Приборкувачі коней», створені скульптором П. К. Клодтом для Анічкова моста. Прусський король замовив у Рауха виготовлення копій двох статуй Перемоги, як подарунок. Ці статуї були виготовлені скульптором та встановлені в парку ерцгерцогського палацу в Шарлоттенбурзі в 1839 році й в Берліні на Беллі-Алліанс плаці в 1843 році.
У 1849 році Раух зробив надгробний пам'ятник короля Фрідріха Вільгельма III, потім виконав статуї воєначальників Йорка і Ґнайзенау, знаменитий нині пам'ятник Іммануїлові Кантові в Кенігсберзі (відкритий в 1864 році), там же меморіал королеви Луїзи у кірхи, присвяченій її пам'яті, мармурові статуї Віри, Надії й Любові, принесені художником в дар його рідного міста Арользені, бюст Торвальдсена для музею цього художника в Копенгагені, безліч інших робіт. 
Найзначнішим творінням Рауха залишається виконана в 1830-1851 роках кінна статуя Фрідріха Великого в Берліні. В історії німецького мистецтва Рауху належить одне з чільних місць не тільки як автору цього пам'ятника та багатьох інших чудових творів, але і як засновнику берлінської скульптурної школи.

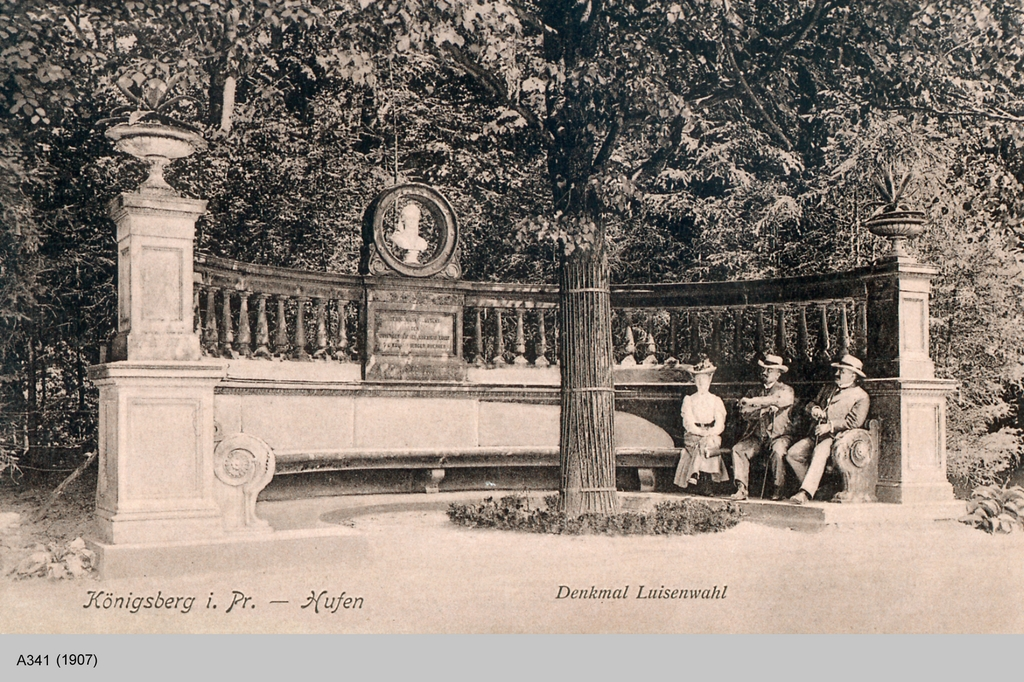
Меморіал королеви Луїзи в Кенігсберзі
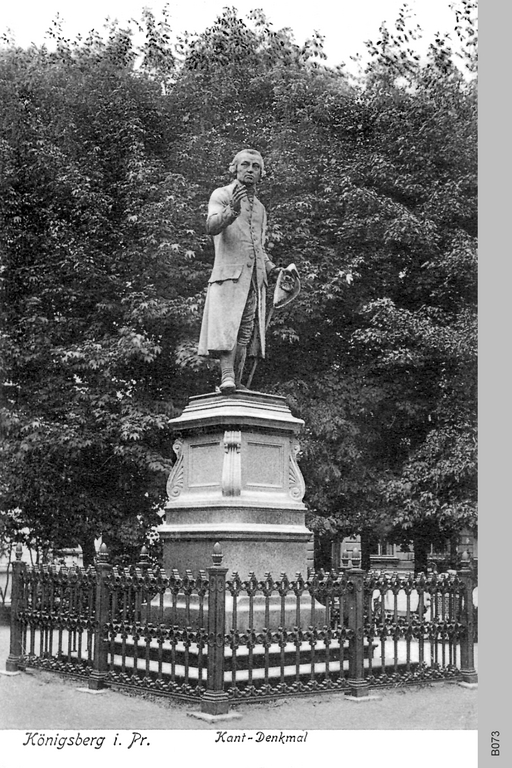
Пам'ятник Іммануілу Канту в Кенігсберзі
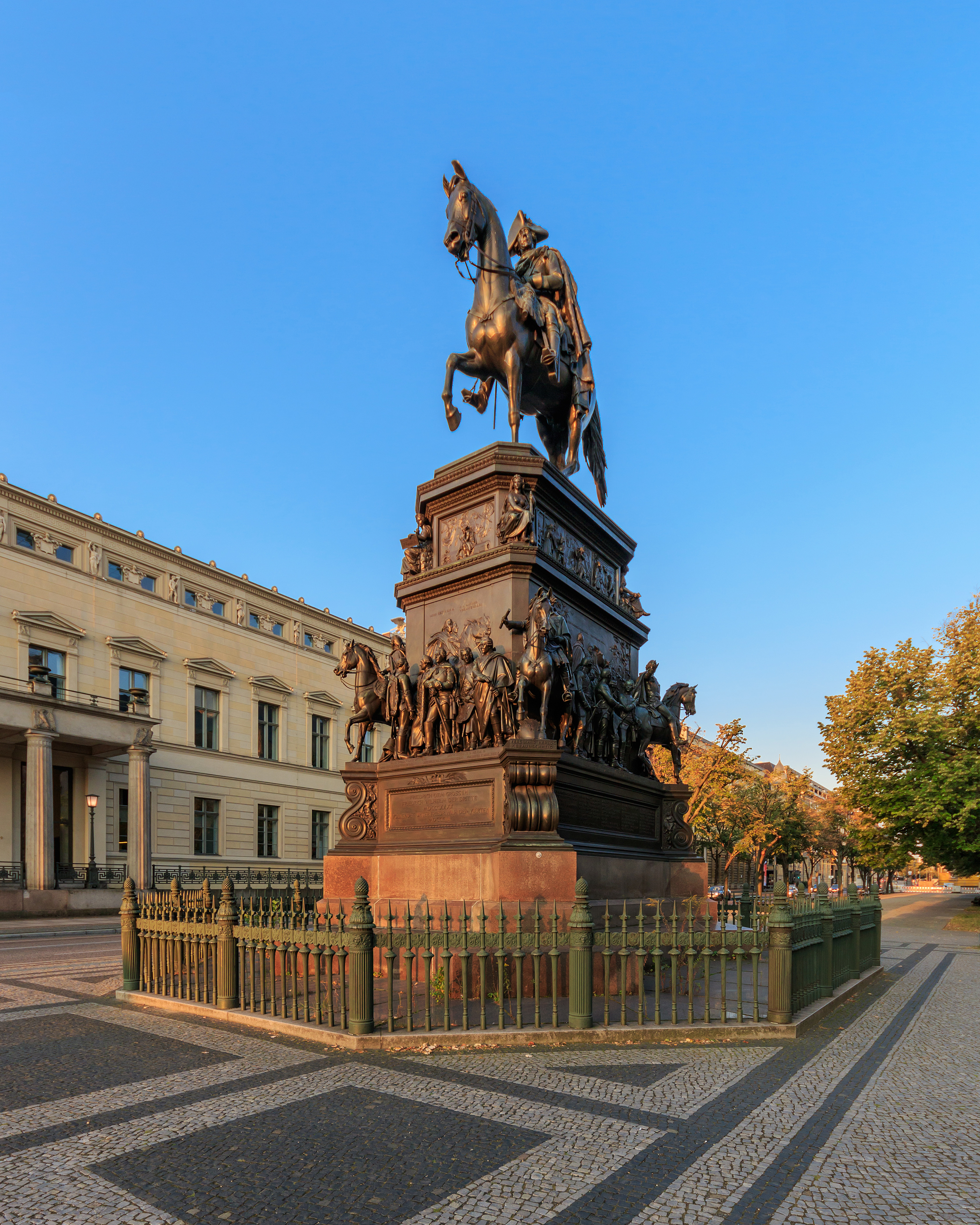
Кінна статуя Фрідріха Великого в Берліні
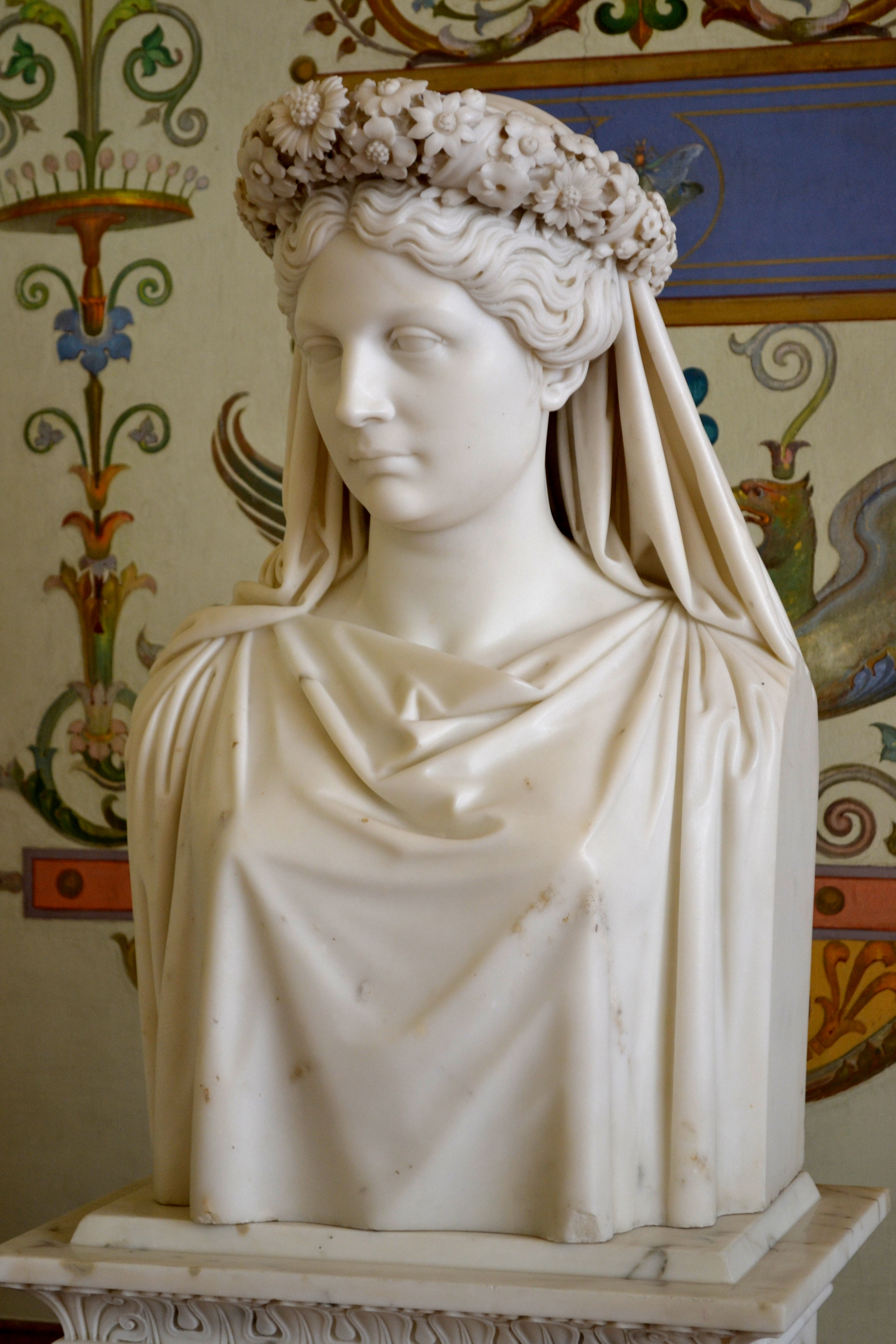
Портрет королеви Луїзи
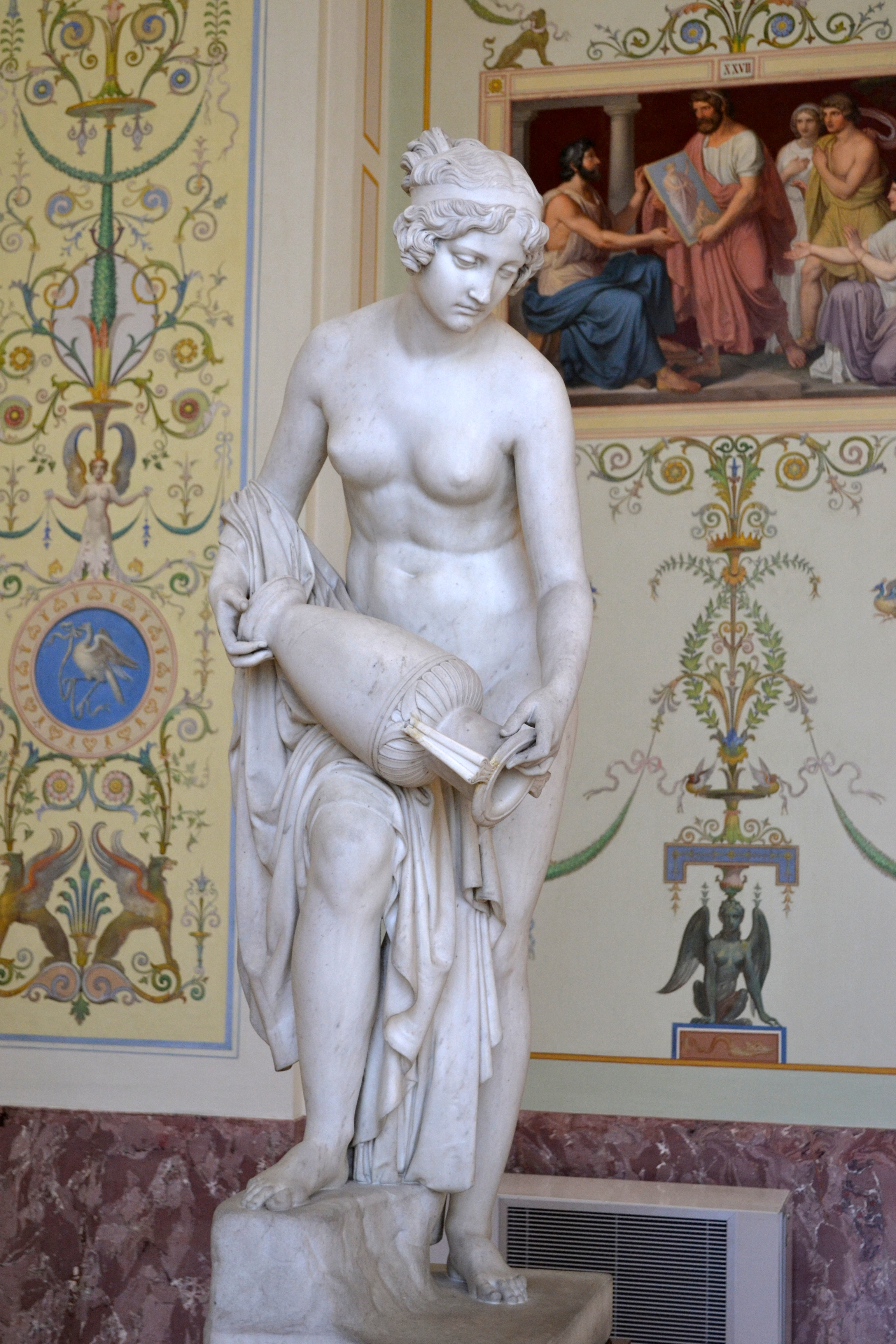
«Данаїда»